# Benjamin Diskin
Benjamin Isaac Diskin, född 25 augusti 1982 i Los Angeles County, Kalifornien, är en amerikansk röst, film- och TV-skådespelare. Han är mest känd för att ha gjort rösten till olika tecknade TV-serier såsom Eugene i Hey Arnold! och Nummer 1 och Nummer 2 i Kodnamn Grannungarna.